# Klaus Kübler
Pour les articles homonymes, voir Kübler.
Klaus Kübler (né le 21 avril 1936 à Stettin (aujourd'hui, Szczecin, en Pologne) - mort le 7 décembre 2007 à Heidelberg) est un universitaire et un homme politique allemand, membre du SPD, qui fut membre du Bundestag de 1980 à 1996.